# Episodi di Samurai (seconda stagione)
Seconda Stagione
| nº | Titolo originale           | Titolo italiano                   | Prima TV Giappone | Prima TV Italia |
| -- | -------------------------- | --------------------------------- | ----------------- | --------------- |
| 1  | Blackfaces of Death        | Il confine tra la vita e la morte |                   |                 |
| 2  | Dark Southern Winds        | Il vento del sud                  |                   |                 |
| 3  | Yagyu Five-Prong Attack    | Le cinque ruote                   |                   |                 |
| 4  | The Late Autumn Rain       | Aspettando la pioggia             |                   |                 |
| 5  | Mid Winter Arrival         | L'inverno è già arrivato          |                   |                 |
| 6  | The Decoy                  | Il bambino rapito                 |                   |                 |
| 7  | The Wolf Cometh            | La malattia                       |                   |                 |
| 8  | Japanese Silver Leaf       | Prestito di sangue                |                   |                 |
| 9  | Women's Castle             | Cinque eroi per un assassino      |                   |                 |
| 10 | Exorcism Day               | La persecuzione continua          |                   |                 |
| 11 | Whistle of the Winter Wind | Tre fratelli per Itto             |                   |                 |
| 12 | The Bell Ringer            | Il signore delle campane          |                   |                 |
| 13 | The Red Cat Beckons        | Vendetta nel carcere              |                   |                 |
| 14 | Footman's Demise           | La banda degli Orisuke            |                   |                 |
| 15 | Destroy Hot Stones         | Freddo inverno                    |                   |                 |
| 16 | Seven-Ri Runner            | Il corriere delle sette leghe     |                   |                 |
| 17 | Memasho The Cop            | Il fantasma di Mamesho            |                   |                 |
| 18 | Floating Lanterns          | Le lanterne votive                |                   |                 |
| 19 | Beginning of Winter        | Il sogno d'inverno                |                   |                 |
| 20 | The Female Inspector       | La barriera di Makone             |                   |                 |
| 21 | Resolute Women             | Le donne degli agenti dell'erba   |                   |                 |
| 22 | Suio Style Zanbato Blade   | Il maestro d'armi                 |                   |                 |
| 23 | The Living Dead            | Il funerale prima della morte     |                   |                 |
| 24 | An Ill Star                | La stella cadente                 |                   |                 |
| 25 | Thirteen Strings           | La tredicesima corda              |                   |                 |
| 26 | Sayaka                     | Kozeka                            |                   |                 |